# Lalgudi
Lalgudi is een panchayatdorp in het district Tiruchirappalli van de Indiase staat Tamil Nadu. 

## Demografie
Volgens de Indiase volkstelling van 2001 wonen er 21.204 mensen in Lalgudi, waarvan 50% mannelijk en 50% vrouwelijk is. De plaats heeft een alfabetiseringsgraad van 81%. 